# Indianapolis 500 in 1952

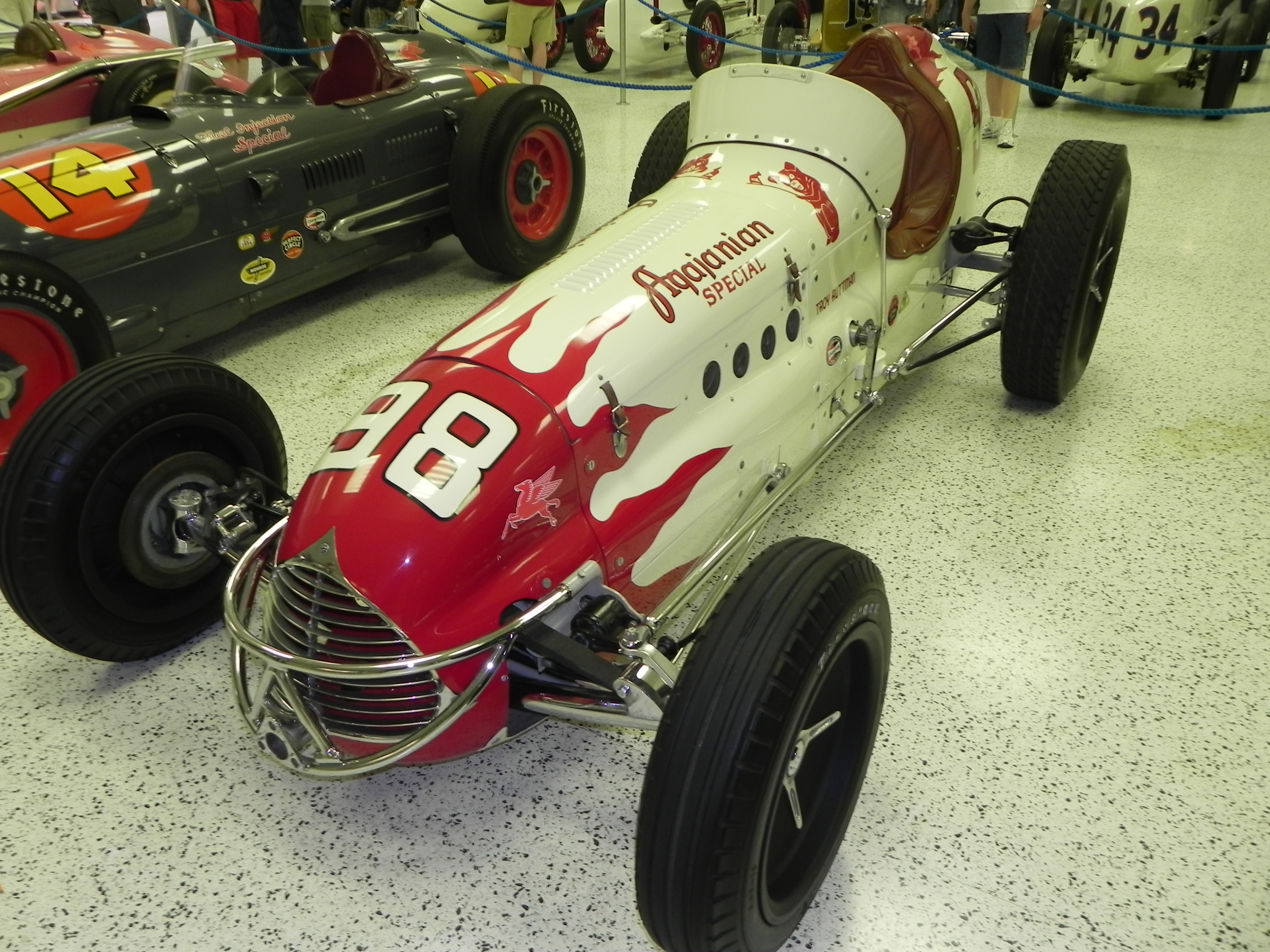
De auto waarmee de Indy 500 van 1952 werd gewonnen

De Indianapolis 500 1952 werd gehouden op 30 mei op het circuit van Indianapolis. Het was de tweede race van het seizoen. Het was ook een race die deel uitmaakte van het wereldkampioenschap Formule 1 in 1952. Alberto Ascari was de eerste niet-Amerikaan die meedeed aan de Indy 500 toen het onderdeel uitmaakte van het Formule 1 Wereldkampioenschap.

## Uitslag
| Pos. | Grid | Nr. | Coureur           | Constructeur                | Kwalificatie (mijl / uur) | Rangschikking | Rondes | Leiding | Tijd / Oorzaak uitval | Punten |
| ---- | ---- | --- | ----------------- | --------------------------- | ------------------------- | ------------- | ------ | ------- | --------------------- | ------ |
| 1    | 7    | 98  | Troy Ruttman      | Kuzma-Offenhauser           | 135,36                    | 18            | 200    | 44      | 3:52:41.88            | 8      |
| 2    | 10   | 59  | Jim Rathmann      | Kurtis Kraft-Offenhauser    | 136,34                    | 7             | 200    | 0       | +4:02.33              | 6      |
| 3    | 5    | 18  | Sam Hanks         | Kurtis Kraft-Offenhauser    | 135,73                    | 14            | 200    | 0       | +6:11.61              | 4      |
| 4    | 6    | 1   | Duane Carter      | Lesovsky-Offenhauser        | 135,52                    | 16            | 200    | 0       | +6:48.34              | 3      |
| 5    | 20   | 33  | Art Cross         | Kurtis Kraft-Offenhauser    | 134,28                    | 26            | 200    | 0       | +8:40.15              | 2      |
| 6    | 21   | 77  | Jimmy Bryan       | Kurtis Kraft-Offenhauser    | 134,14                    | 27            | 200    | 0       | +9:24.32              |        |
| 7    | 23   | 37  | Jimmy Reece       | Kurtis Kraft-Offenhauser    | 133,99                    | 29            | 200    | 0       | +10:35.24             |        |
| 8    | 14   | 54  | George Connor     | Kurtis Kraft-Offenhauser    | 135,60                    | 15            | 200    | 0       | +12:00.61             |        |
| 9    | 9    | 22  | Cliff Griffith    | Kurtis Kraft-Offenhauser    | 136,61                    | 6             | 200    | 0       | +12:23.76             |        |
| 10   | 31   | 5   | Johnnie Parsons   | Kurtis Kraft-Offenhauser    | 135,32                    | 19            | 200    | 0       | +13:37.78             |        |
| 11   | 3    | 4   | Jack McGrath      | Kurtis Kraft-Offenhauser    | 136,66                    | 5             | 200    | 6       | +14:21.72             |        |
| 12   | 26   | 29  | Jim Rigsby        | Watson-Offenhauser          | 133,90                    | 33            | 200    | 0       | +16:05.10             |        |
| 13   | 16   | 14  | Joe James         | Kurtis Kraft-Offenhauser    | 134,95                    | 22            | 200    | 0       | +16:55.65             |        |
| 14   | 15   | 7   | Bill Schindler    | Stevens-Offenhauser         | 134,98                    | 20            | 200    | 0       | +18:48.66             |        |
| 15   | 13   | 65  | George Fonder     | Sherman-Offenhauser         | 135,94                    | 13            | 197    | 0       | +3 Rondes             |        |
| 16   | 24   | 81  | Eddie Johnson     | Trevis-Offenhauser          | 133,97                    | 30            | 193    | 0       | +7 Rondes             |        |
| 17   | 8    | 26  | Bill Vukovich     | Kurtis Kraft-Offenhauser    | 138,21                    | 2             | 191    | 150     | Stuur                 | 1S     |
| 18   | 11   | 16  | Chuck Stevenson   | Kurtis Kraft-Offenhauser    | 136,14                    | 9             | 187    | 0       | +13 Rondes            |        |
| 19   | 12   | 2   | Henry Banks       | Lesovsky-Offenhauser        | 135,96                    | 11            | 184    | 0       | +16 Rondes            |        |
| 20   | 28   | 8   | Manny Ayulo       | Lesovsky-Offenhauser        | 135,98                    | 10            | 184    | 0       | +16 Rondes            |        |
| 21   | 33   | 31  | Johnny McDowell   | Kurtis Kraft-Offenhauser    | 133,93                    | 32            | 182    | 0       | +18 Rondes            |        |
| 22   | 29   | 48  | Spider Webb       | Bromme-Offenhauser          | 135,96                    | 12            | 162    | 0       | Olielek               |        |
| 23   | 22   | 34  | Rodger Ward       | Kurtis Kraft-Offenhauser    | 134,13                    | 28            | 130    | 0       | Oliedruk              |        |
| 24   | 30   | 27  | Tony Bettenhausen | Deidt-Offenhauser           | 135,38                    | 17            | 93     | 0       | Oliedruk              |        |
| 25   | 4    | 36  | Duke Nalon        | Kurtis Kraft-Novi           | 136,18                    | 8             | 84     | 0       | Turbo                 |        |
| 26   | 32   | 73  | Bob Sweikert      | Kurtis Kraft-Offenhauser    | 134,98                    | 21            | 77     | 0       | Differentieel         |        |
| 27   | 1    | 28  | Fred Agabashian   | Kurtis Kraft-Cummins Diesel | 138,01                    | 3             | 71     | 0       | Turbolader            |        |
| 28   | 18   | 67  | Gene Hartley      | Kurtis Kraft-Offenhauser    | 134,34                    | 24            | 65     | 0       | Uitlaat               |        |
| 29   | 25   | 93  | Bob Scott         | Kurtis Kraft-Offenhauser    | 133,95                    | 31            | 49     | 0       | Transmissie           |        |
| 30   | 27   | 21  | Chet Miller       | Kurtis Kraft-Novi           | 139,03                    | 1             | 41     | 0       | Turbo                 |        |
| 31   | 19   | 12  | Alberto Ascari    | Ferrari                     | 134,30                    | 25            | 40     | 0       | Wiel                  |        |
| 32   | 17   | 55  | Bobby Ball        | Stevens-Offenhauser         | 134,72                    | 23            | 34     | 0       | Versnellingsbak       |        |
| 33   | 2    | 9   | Andy Linden       | Kurtis Kraft-Offenhauser    | 137,00                    | 4             | 20     | 0       | Oliepomp              |        |

## Noot
- Dit was het debuut voor de Amerikaanse coureurs George Armstrong, Buzz Barton, Neal Carter, Perry Grimm, Peter Hahn, Tommy Hinnershitz, Jud Larson, Frank Luptow, Danny Oakes, Puffy Puffer, Albert Scully, Ottis Stine, Bill Taylor, George Tichenor, Chuck Weyant, Art Cross, Jimmy Reece, en Eddie Johnson; en voor de Canadese coureur Allen Heath - de eerste Canadese coureur in Formule 1.
- Eerste pole position voor Fred Agabashian.
- Eerste snelste ronde en rondes als raceleider voor Bill Vukovich.
- Eerste rondes als raceleider, podiumplaats en Grand Prix-winst voor Troy Ruttman.
- Eerste podiumplaats voor Jim Rathmann en Sam Hanks.

Grand Prix Formule 1 van de Verenigde Staten: 1908 · 1910 · 1911 · 1912 · 1914 · 1915 · 1916 · 1959 · 1960 · 1961 · 1962 · 1963 · 1964 · 1965 · 1966 · 1967 · 1968 · 1969 · 1970 · 1971 · 1972 · 1973 · 1974 · 1975 · 1976 · 1977 · 1978 · 1979 · 1980 · 1989 · 1990 · 1991 · 2000 · 2001 · 2002 · 2003 · 2004 · 2005 · 2006 · 2007 · 2012 · 2013 · 2014 · 2015 · 2016 · 2017 · 2018 · 2019 · 2021 · 2022 · 2023 · 2024 · 2025 · 2026

Indianapolis 500: 1950 · 1951 · 1952 · 1953 · 1954 · 1955 · 1956 · 1957 · 1958 · 1959 · 1960

Grand Prix Formule 1 van de Verenigde Staten West: 1976 · 1977 · 1978 · 1979 · 1980 · 1981 · 1982 · 1983

Grand Prix Formule 1 van Las Vegas: 1981 · 1982 · 2023 · 2024 · 2025

Grand Prix Formule 1 van de Verenigde Staten Oost: 1982 · 1983 · 1984 · 1985 · 1986 · 1987 · 1988

Grand Prix Formule 1 van Dallas: 1984

Grand Prix Formule 1 van Miami: 2022 · 2023 · 2024 · 2025 · 2026 · 2027 · 2028 · 2029 · 2030 · 2031
1911 · 1912 · 1913 · 1914 · 1915 · 1916 · 1917 · 1918 · 1919 · 1920 · 1921 · 1922 · 1923 · 1924 · 1925 · 1926 · 1927 · 1928 · 1929 · 1930 · 1931 · 1932 · 1933 · 1934 · 1935 · 1936 · 1937 · 1938 · 1939 · 1940 · 1941 · 1942 · 1943 · 1944 · 1945 · 1946 · 1947 · 1948 · 1949 · 1950 · 1951 · 1952 · 1953 · 1954 · 1955 · 1956 · 1957 · 1958 · 1959 · 1960 · 1961 · 1962 · 1963 · 1964 · 1965 · 1966 · 1967 · 1968 · 1969 · 1970 · 1971 · 1972 · 1973 · 1974 · 1975 · 1976 · 1977 · 1978 · 1979 · 1980 · 1981 · 1982 · 1983 · 1984 · 1985 · 1986 · 1987 · 1988 · 1989 · 1990 · 1991 · 1992 · 1993 · 1994 · 1995 · 1996 · 1997 · 1998 · 1999 · 2000 · 2001 · 2002 · 2003 · 2004 · 2005 · 2006 · 2007 · 2008 · 2009 · 2010 · 2011 · 2012 · 2013 · 2014 · 2015 · 2016 · 2017 · 2018 · 2019 · 2020 · 2021 · 2022 · 2023 · 2024